# Мошница (Лепосавић)
Мошница је насеље у општини Лепосавић на Косову и Метохији. Површина катастарске општине Мошница где је атар насеља износи 954 ha. Припада месној заједници Сочаница. Насеље се налази 13 km југоисточно од Лепосавића, уз Сочанску реку. Куће су лоциране по групама и то у највећем делу са десне стране Мошничке реке. Средња надморска висина је 664м. Село је добро заклоњено од јаки ваздушних струјања. У селу постоји старо црквиште, гробље и две воденице поточаре. 

## Демографија
- попис становништва 1948: 184
- попис становништва 1953: 214
- попис становништва 1961: 208
- попис становништва 1971: 181
- попис становништва 1981: 166
- попис становништва 1991: 117
- попис становништва 2016: 67

У селу 2004. године живи 122 становника у 32 домаћинства. Данашње становништво чине родови: Петковићи, Раловићи, Игњатовићи, Ђурђевићи, Мијаиловићи,Михајловић,Мијајловић, Радивојевићи, Радосављевићи, Стевићи.